# Rosetta Stone (Unternehmen)
Rosetta Stone Inc. ist ein US-amerikanisches Softwareunternehmen, das Sprachlernprogramme für Computer, Tablets und Smartphones entwickelt und diese weltweit vermarktet und verkauft. Der didaktische Ansatz des Unternehmens ist es, Sprachen durch Immersion zu vermitteln. Mit Hilfe der sogenannten Dynamic-Immersion-Methode soll der Nutzer auf die gleiche Art lernen, wie er sich als Kind die eigene Muttersprache aneignete. Dazu schafft die E-Learning-Software eine virtuelle Lernumgebung aus Wort, Bild und Ton aus alltäglichen Situationen der Zielsprache und verzichtet auf Übersetzungen in die Muttersprache des Lernenden. Benannt ist das Unternehmen nach dem 1799 gefundenen Stein von Rosette. Dessen Entdeckung war für Jean-François Champollion der entscheidende Schlüssel zur Entzifferung der ägyptischen Hieroglyphenschrift.

## Geschichte
Rosetta Stone Inc. wurde 1992 in den USA gegründet, der Vorläufer war die Fairfield Language Technologies Company. In Deutschland ist das Unternehmen als GmbH eingetragen. Laut Angaben des Unternehmens lernte der Gründer Allen Stolzfuß in den 1980er Jahren bei einem Studienaufenthalt in Deutschland die Sprache vor Ort durch Immersion. Daraufhin setzte er es sich zum Ziel ein Programm zu gestalten, das eine Sprachlernerfahrung wie im Land selbst simuliert. Gemeinsam mit seinem Schwager und promovierten Informatiker John Fairfield und seinem Bruder Eugene Stoltzfuß arbeiteten sie daran, das Immersions-Konzept mit Hilfe der neuverfügbaren CD-ROM-Technologie umzusetzen. 1992 brachten sie ihre Software unter dem Namen Rosetta Stone auf den Markt. Seit dem 15. April 2009 ist das Unternehmen unter dem Namen Rosetta Stone an der New Yorker Börse notiert. Seit 2012 ist Stephen Swad CEO. Der Hauptsitz des Unternehmens ist Washington, D.C., weitere Niederlassungen befinden sich in Harrisonburg (Virginia) sowie Boulder, Colorado; Austin, Texas; San Francisco, California; London, Großbritannien; Tokio, Japan und Seoul, Südkorea.

## Sprachkurse
Das Unternehmen bietet Sprachlernprogramme für 24 Sprachen an, darunter Arabisch, Hochchinesisch (Mandarin), Englisch, Französisch, Deutsch, Niederländisch, Griechisch, Hebräisch, Hindi, Irisch, Italienisch, Japanisch, Koreanisch, Polnisch, Persisch (Farsi), Philippinisch (Tagalog), Portugiesisch (bras.), Russisch, Spanisch, Schwedisch, Türkisch und Vietnamesisch. In Deutschland sind die Kurse entweder im Download oder im Online-Abonnement als Programmpaket verfügbar, das zusätzlich zum Kurs Funktionen wie mobile App, Online-Unterrichtsstunden mit einem muttersprachlichen Lehrer oder Zugang zur Online-Community Rosetta World beinhaltet. Zu den Bildungseinrichtungen, die die Sprachkurse von Rosetta Stone nutzen, zählt unter anderem die Internationale Schule in Frankfurt.

## Methode und Kursaufbau
Mit den Sprachprogrammen von Rosetta Stone arbeitet der Lernende am Computer mit Lautsprecher und Mikrofon. Im Programm ordnet er Bilder und Aussprache einander zu. Die Anzahl der Bilder variiert. Beispielsweise zeigt die Software vier Bilder mit verschiedenen Gegenständen oder Situationen. Der Lernende hört einen Muttersprachler, der eines der dargestellten Bilder beschreibt. Wählt der Nutzer das beschriebene Bild korrekt aus, erhält er eine positive Rückmeldung. Weitere Übungen umfassen, dass der Lernende selbst das Bild verbal beschreibt – das Mikrofon zeichnet das Gesagte auf und die Spracherkennung des Programms gibt Rückmeldung zur Aussprache. Bei Textaufgaben mit Eingabe von Buchstaben und Zeichen, die nicht im lateinischen Alphabet vorhanden sind, stellt das Programm eine Tastatur auf dem Bildschirm zur Verfügung. Grammatikübungen umfassen Konjugationen von Tempus und Modus. Der Sprachkurs zeigt dazu zunächst mehrere Beispiele eines grammatikalischen Phänomens und hebt sie für den Lernenden hervor. In den darauffolgenden Übungen müssen Lückentexte mit der korrekten grammatikalischen Form ergänzt werden. Die Lektionen bauen schrittweise aufeinander auf und vermitteln nach und nach komplexere Inhalte. Die jeweils erste Lektion einer Sprache ist frei verfügbar.

## Kritik
In Bezug auf die Methodik der Sprachlernprogramme gehen die Meinungen auseinander. The Economist sieht die mobilen Apps sowie das buchbare Live-Online-Konversationstraining positiv, bemängelt jedoch die Grammatikübungen aufgrund der Immersions-Methode als unzureichend. Ergänzend zum Programm seien Grammatikbücher sinnvoll. Eine Rezension des PC Magazin kritisiert den Mangel an kulturellen Referenzen innerhalb des Persisch-Kurses, bewertet das Programm insgesamt aber mit „sehr gut“. Die Süddeutsche Zeitung schreibt, dass das Erfassen neuer Vokabeln ohne die Stütze der Übersetzung im Programm mitunter eine Geduldsprobe sei, nachhaltig jedoch das Gelernte so längerfristig erhalten bleibe. Die Zeitschrift für interkulturellen Fremdsprachenunterricht kritisiert die isolierte Vermittlung der Zielsprache und den Mangel kultureller Referenzen, sieht aber Möglichkeiten, das Programm in einem integrierten Sprachlernkonzept einzusetzen.
2010 ließ sich der Wörterbuch-Verlag Langenscheidt die Farbmarke Gelb für seine zweisprachigen gedruckten Wörterbücher als Marke eintragen und verklagte Rosetta Stone 2012 auf Unterlassung und Schadensersatz, da auch dieses Unternehmen die Farbe für seine Produkte einsetzte. Im September 2014 entschied der für das Markenrecht zuständige I. Zivilsenat des Bundesgerichtshofs, dass die gelbe Verpackung von Rosetta Stone die Farbmarke von Langenscheidt verletzt.